# آهان، راستی
| بررسی انتقادی | بررسی انتقادی |
| منبع          | رتبه‌بندی      |
| ------------- | ------------- |
| آل میوزیک     | [ ۱ ]         |
| پیچفورک مدیا  | (۴٫۰/۱۰)      |

آهان، راستی (به انگلیسی: Oh, by the Way) یک مجموعه جعبه‌ای از گروه موسیقی راک پینک فلوید می‌باشد، که در ۱۰ دسامبر ۲۰۰۷ توسط ای‌ام‌آی رکوردز در بریتانیا و در روز بعد توسط کپیتال رکوردز در آمریکا منتشر شد.
این مجموعه شامل هر ۱۴ آلبوم پینک فلوید است که از سال ۱۹۶۷ تا ۱۹۹۴ ضبط و منتشر شده‌است. علاوه بر آلبوم یک پوستر ویژه هم همراه آن است که توسط استورم سورگرسن برای ۴۰امین سال شکل‌گیری گروه طراحی شد، همچنین این مجموعه شامل ۴۰ تصویر از گروه می‌باشد. عنوان انتخاب شده اشاره دارد به قسمتی از شعر آهنگ پینک فلوید به نام دودی بگیر، آها راستی کدامیک از شماها پینک است؟.

## لیست آلبوم‌ها
1. نی‌زن بر دروازه‌های سپیده‌دم
2. یک نعلبکی رمز و راز
3. موسیقی متن فیلم بیشتر
4. اوماگوما
5. مادر قلب‌اتمی
6. فضولی
7. تیره و تار در پشت ابر
8. نیمه تاریک ماه
9. کاش اینجا بودی
10. جانوران
11. دیوار
12. برش نهایی
13. لغزش آنی در عقل
14. زنگ دسته‌بندی